# Subkultur

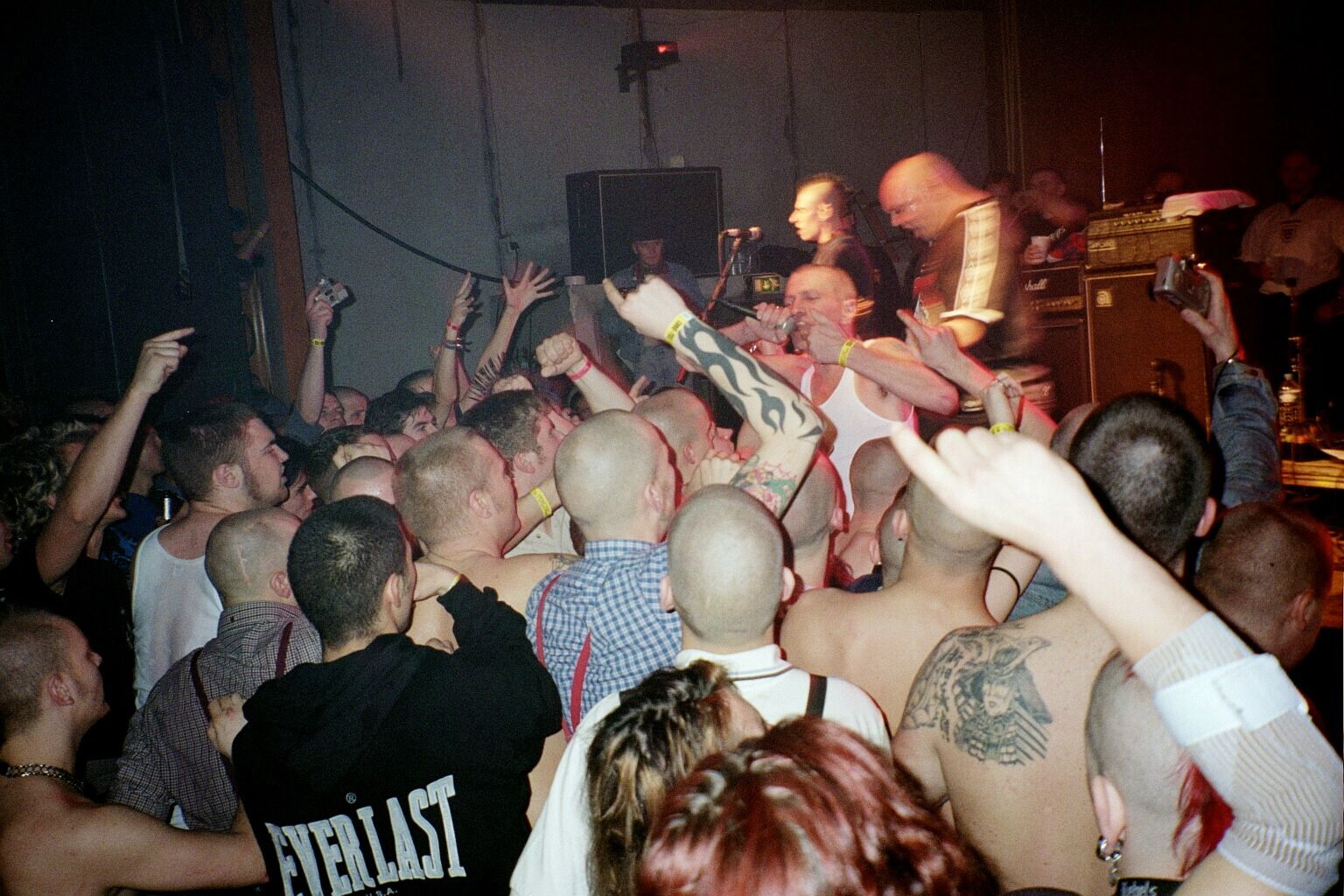
Skinnskallar på konsert i Berlin i Tyskland 2003. Subkulturer är ofta uppbyggda kring musik och mode (ofta så kallat gatumode).

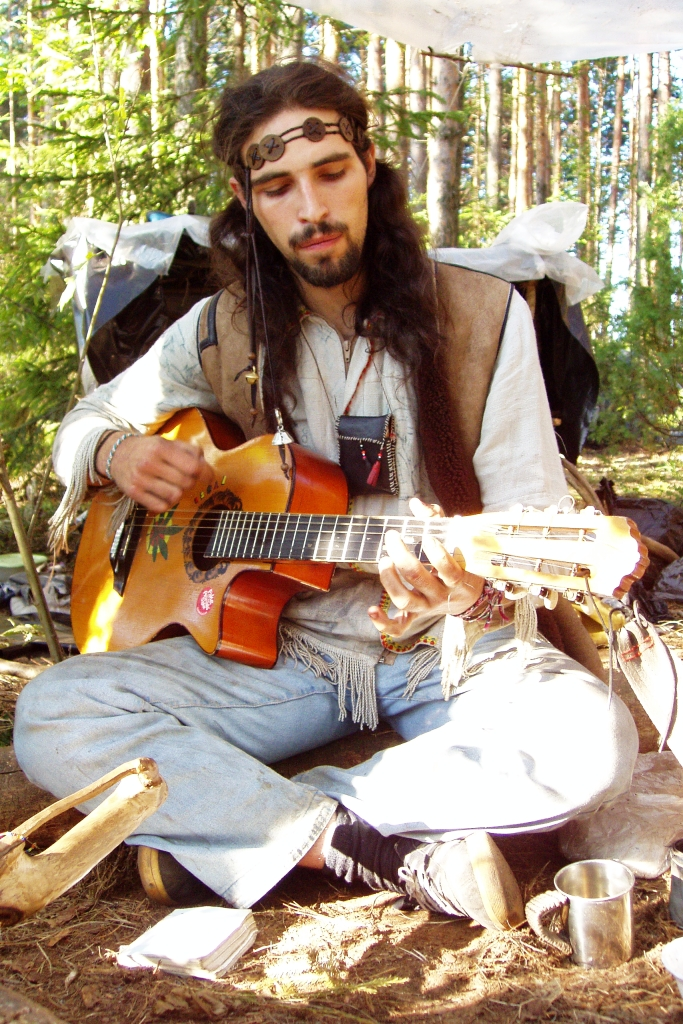
En hippie i Ryssland 2005.

Subkultur eller alternativ livsstil[källa behövs] avser inom sociologi, antropologi och kulturvetenskap en grupp med avvikande kulturell yttring som öppet eller dolt är avskild från kulturella normer och värderingar i det omkringliggande samhället. Vissa subkulturers uttryck befinner sig på gränsen till det av samhället tillåtna. Andra är kriminaliserade. Subkulturer kan vara kopplade till en mängd olika saker, till exempel religion, samhällsklass, sexualitet, eller åldersgrupp.

## Subkulturer
Subkulturer utgör små grupper av människor bland befolkningen som upplever samhörighet inom gruppen och åtskillnad gentemot andra människor genom att de delar liknande kultursmak som till exempel mode eller musik, och som signalerar tillhörighet till sin subkulturella grupp genom att klä eller bete sig på vissa sätt, vilken kan bidra till trygghet och bekräftelse. Just därför söker sig ofta ungdomar till subkulturer i deras behov av identifiering och bekräftelse.

### Sociologiskt begrepp
Ur sociologiskt perspektiv är en subkultur en samling individer med bestämda uppfattningar och beteenden som skiljer dem från den större kultur som de är en del av. En subkultur kan utmärka sig genom att dess medlemmar är av en viss ålder, kön eller etnisk tillhörighet, och att de har vissa gemensamma åsikter, religiösa uppfattningar eller sexuell läggning. En subkultur definieras ofta genom att den motsätter sig de värderingar som den större kulturen har, en definition som det inte råder konsensus om. Ofta vill medlemmarna av en subkultur signalera sitt medlemskap genom mode eller musik. Subkulturerna i västvärlden i dag kretsar ofta kring någon musikgenre eller någon politisk ideologi. De kan också utgöra en motkultur som protesterar mot samhällets rådande sociala normer och figurera i diverse kriminell verksamhet. I tidiga år kan ungdomar som tillhör gruppen som ifrågasätter sociala normer utveckla grunden för en kriminell karriär.

## Exempel på subkulturer
- Naturism
- Mods
- Furry
- Kicker
- Alternativrörelsen

### Musikorienterade subkulturer
- Swingpjatt
- Världsmusik
- Folkmusik
- Country
- Goth
- Grunge
- Hiphop
- Hipster
- Poppare
- Syntare
- Bitpop
- Skinnskallar
- Punk
- Rocker
- Rockabilly
- Psychobilly
- Rave
- Hårdrockare
- J-rock
- K-pop
- Emo
- Black metal

### Aktivitetsorienterade subkulturer
- Hackare
- Leet
- Studentikos subkultur
- Raggare
- Knutte
- Skejtare
- Brats
- Ultras
- Graffiti
- Cosplay
- Lajvare
- Animekonvent

### Kriminella subkulturer
- Maffia
- Drogkultur
- Huliganfirmor
- Kriminella motorcykelklubbar

### Sexuellt orienterade subkulturer
- Swingersklubbar
- BDSM
- ABDL

### Politiska subkulturer
- Nykterism
- Straight edge
- Hippies
- Punk
- Feminism
- HBTQ-rörelsen

### Klädes- och modeorienterade subkulturer
- Lolita
- Fairy Kei
- Decora
- Gyaru
- Visual kei
- Hipster

### Notförteckningar
1. ↑  Lalander, Johansson 2002.[sidnummer behövs]
2. ↑  Bergström, Gunnar (2010). Kriminalitet som livsstil. Studentlitteratur. ISBN 91-88872-56-4[sidnummer behövs]
3. ↑  Sarnecki 2009.[sidnummer behövs]

### Källförteckningar
- Sarnecki, Jerzy (2009). Introduktion till kriminologi (2). Lund: Studentlitteratur. Libris 11459715. ISBN 978-91-44-04858-1
- Philip Lalander, Thomas Johansson, Ungdomsgrupper i teori och praktik, 2002.
- Lars-Olof Karlsson: Arena 123, samhällskunskap för gymnasiet, Gleerups, Malmö, 2011.